# Lathrostizus clypeatus
Lathrostizus clypeatus là một loài tò vò trong họ Ichneumonidae.